# ۵۰۵ (قمری)
۵۰۵ (قمری)، پانصد و پنجمین سال در گاهشماری هجری قمری است. اول محرم این سال برابر با هفدهم ژوئیه سال ۱۱۱۱ میلادی است.

## زادگان
- شعبان- تقیه صوریه، شاعربانو و ادیب عربی شامی